# Tabara (Togo)
Pour les articles homonymes, voir Tabara (homonymie).
Tabara est une petite ville du Togo située dans la Préfecture de Bassar, dans la région de la Kara

## Géographie
Tabara est situé à environ 53 km de Bassar,

## Vie économique
- Marché paysan tous les samedis
- Atelier de poterie

## Lieux publics
- École primaire